# 和宜合
和宜合（英語：Wo Yi Hop）是香港的一個峽谷，位於新界荃灣北部，大帽山南面山腰，鄰近城門谷一帶。當地也有和宜合村（英語：Wo Yi Hop Village），村民主要姓劉，為客家人。

## 歷史
和宜合本名狐狸峽，英國人於20世紀初測量新界時亦因此將該地稱為，後來當地人才雅化中文名稱為「和宜合」。當時這個山峽收集大帽山的山水匯合成涌，與另外幾條支流向南流向葵涌，最後進入醉酒灣。
20世紀初，英軍開闢道路由荃灣老圍經和宜合、菠蘿坳往城門谷，並命名為城門道。惟隨著興建城門隧道開闢新道路，城門道中間被一分為二，部分路段更被廢棄。現時，和宜合以東便是城門隧道收費廣場，該處也是城門郊野公園的所在地。
和宜合村仍然存於原址，位於和宜合的北部，本來為耕地的南面谷地，現已變成新市鎮的一部份。1970年代，香港政府發展荃灣新市鎮，於和宜合南面開山劈石，興建梨木樹邨，因此興建了以和宜合為名的和宜合道，由和宜合經梨木樹邨、石籬往葵涌中部，接駁青山公路。